# Nancy Ajram
Nancy Nabil Ajram (àrab: نانسي نبيل عجرم, Nānsī Nabīl ʿAjram) (Beirut, 16 de maig de 1983) és una cantant libanesa de música pop.
Fins ara, ha publicat set àlbums d'estudi, d'on s'extreuen nombrosos singles de gran èxit a tot el món àrab, com ara Atabtab, Moegaba, Ehsas Jdeed, El Dony Helwan, Mashi Haddi i Fi Hagat.
És considerada per molts com una icona de la música àrab de la dècada i ha estat inclosa en diverses llistes com una de les persones àrabs més influents. La seva pàgina web al Facebook és la pàgina d'un artista àrab amb més seguidors i el videoclip de Fi Hagat va ser un fenomen a internet i actualment és el vídeo de música àrab més vist a internet, essent el primer a arribar a 10 milions de visites a Youtube.
A banda de cantant, és ambaixadora de generositat d'UNICEF i patrocinadora de Coca-Cola a l'Orient Mitjà i al món àrab.

## Biografia
Va néixer al barri de Achrafieh, a l'est de Beirut. Amb el suport del seu pare, Nancy va començar a actuar de petita, i va llançar el seu primer àlbum d'estudi quan tenia 15 anys. L'èxit va arribar a partir de la seva col·laboració amb el productor Jiji Lamara i el llançament el del tercer àlbum d'estudi, Ja Salam i el single Akhasmak Ah. El 2004, va llançar el seu quart àlbum, Ah w Noss, d'on van sortir grans èxits com Ah w Noss, Lawn Ouyounak, i Inta Eih. Va ser llavors quan Nancy es va establir com a icona del pop l'Orient Mitjà.
El 2007, Ajram havia venut més de 30 milions de discos, arribant a ser la tercera artista femenina que més discos ha venut en la història del Líban. El seu àlbum de 2008 Betfakkar Fi Eih va donar lloc a set senzills més i li va permetre guanyar el premi Nancy World Music Award com a artista de l'Orient Mitjà amb més discos venuts. És la guanyadora més jove d'aquest premi fins ara.

## Discografia

### Àlbums
- 1998: Mihtagalak
- 2001: Sheel Oyounak Anni
- 2003: Ya Salam
- 2004: Ah W Noss
- 2006: Ya Tabtab...Wa Dallaa
- 2008: Betfakkar Fi Eih?!
- 2010: 7
- 2014: Nancy 8

## Videografia

### Videoclips oficials
| Any  | Títol                                                  | Àlbum                |
| ---- | ------------------------------------------------------ | -------------------- |
| 1998 | "Mihtagalak"                                           | Mihtagalak           |
| 2001 | "Sheel Ouyounak Anni"                                  | Sheel Ouyounak Anni  |
| 2002 | "Akhasmak Ah"                                          | Ya Salam...          |
| 2003 | "Ya Salam"                                             | Ya Salam...          |
| 2003 | "Sehr Oyouno" (Yey)                                    | Ya Salam...          |
| 2004 | "Ah w Noss"                                            | Ah w Noss            |
| 2004 | "Lawn Ouyounak"                                        | Ah w Noss            |
| 2005 | "Oul Tany Kida"                                        | Ah w Noss            |
| 2005 | "Inta Eih"                                             | Ah w Noss            |
| 2006 | "Ya Tabtab Wa Dalla"                                   | Ya Tabtab..Wa Dallaa |
| 2006 | "Moegaba"                                              | Ya Tabtab..Wa Dallaa |
| 2006 | "Ana Yalli"                                            | Ya Tabtab..Wa Dallaa |
| 2006 | "Ehsas Jdeed"                                          | Ya Tabtab..Wa Dallaa |
| 2007 | "Elli Kan"                                             | Ya Tabtab..Wa Dallaa |
| 2007 | "Mishtaga Leik"                                        | Ya Tabtab..Wa Dallaa |
| 2007 | "Shakhbat Shakhabit" (ft. Katkouta, Shater, Eid Milad) | Shakhbat Shakhabit   |
| 2008 | "Risala Ilal Aalam"                                    | Shakhbat Shakhabit   |
| 2008 | "Betfakkar Fi Eih"                                     | Betfakkar Fi Eih?!   |
| 2008 | "Min Dally Nseek"                                      | Betfakkar Fi Eih?!   |
| 2009 | "Lamset Eed"                                           | Betfakkar Fi Eih?!   |
| 2009 | "Ibn el Giran"                                         | Betfakkar Fi Eih?!   |
| 2009 | "Mashi Haddi"                                          | Betfakkar Fi Eih?!   |
| 2010 | "Shaggaa' Be Alamak" (Wavin' Flag) (amb K'Naan)        | Single               |
| 2010 | "Fi Hagat"                                             | 7                    |
| 2010 | "Sheikh El Shabab"                                     | 7                    |
| 2011 | "Ya Kether"                                            | 7                    |